# Орден Красной Звезды
О́рден Кра́сной Звезды́ — государственная награда СССР, учреждённая 6 апреля 1930 года.

## История
Орден Красной Звезды учреждён Постановлением Президиума ЦИК СССР от 6 апреля 1930 года. Статут ордена учреждён Постановлением Президиума ЦИК СССР от 5 мая 1930 года.
В дальнейшем в вопросы, связанные с награждением орденом Красной Звезды, вносились изменения и уточнения Общим положением об орденах СССР (Постановление ЦИК и СНК СССР от 7 мая 1936 года), Указами Президиума Верховного Совета СССР от 19 июня 1943 года, 26 февраля 1946 года, 15 октября 1947 года и 16 декабря 1947 года. Указом Президиума Верховного Совета СССР от 28 марта 1980 года утверждён Статут ордена Красной Звезды в новой редакции.
Правила ношения ордена, цвет ленты и её размещение на наградной колодке были утверждены Указом Президиума Верховного Совета СССР «Об утверждении образцов и описание лент к орденам и медалям СССР и Правил ношения орденов, медалей, орденских лент и знаков отличия» от 19 июня 1943 года.
В период с 4 июня 1944 г. по 14 сентября 1957 г. орден Красной Звезды вручался за выслугу 15 лет в рядах Красной Армии, Военно-Морского Флота, органах внутренних дел и государственной безопасности.
Указом Президиума Верховного Совета СССР от 15 октября 1947 года было установлено прекращение представлений к награждению орденом гражданских лиц, поскольку это не отвечало статуту ордена.
В период после Великой Отечественной войны было принято за правило награждать орденом Красной Звезды всех военнослужащих, сотрудников военизированной противопожарной службы и сотрудников правоохранительных органов, погибших при исполнении служебных обязанностей. Орден и орденская книжка на него вручались родственникам погибшего.
Также известны случаи награждения сапёров, лично осуществивших связанное с риском для жизни разминирование минно-взрывных устройств и взрывоопасных предметов (так, в 1967 году орденами Красной Звезды были награждены сапёры майор В. Зайцев и старший лейтенант А. Спиридонов, в 1966 году успешно разминировавшие оставленный в 1944 году отступавшими немецкими войсками заминированный склад боеприпасов в Заполярье, на котором находилось 3,5 тыс. артиллерийских снарядов и мин).
Также известны случаи награждения орденом сотрудников милиции — за успешное задержание вооружённых и особо опасных преступников, оказывавших ожесточённое сопротивление в условиях, связанных с риском для жизни милиционеров (так, в мае 1988 года орденами были награждены ст. сержант милиции С. Ильясов и сержант милиции В. Комаров - в феврале 1988 года в Краснодаре задержавшие в момент совершения преступления банду из трёх ранее судимых уголовников, двое из которых напали на них с ножами).
В ходе локальных конфликтов и Афганской войны орденом Красной Звезды награждались многие (но не все) советские военнослужащие, получившие в боевых столкновениях ранения средней тяжести, тяжёлые ранения либо тяжёлые контузии.
Последние награждения орденом Красной Звезды Указами Президента СССР произошли в 1991 г. Согласно Указу от 19 декабря 1991 г. «за мужество и отвагу, проявленные при исполнении воинского долга», этим орденом награждалась группа военнослужащих пять офицеров, от капитана до подполковника. Одним из награждённых этим Указом был М. М. Пята. Орден № 3855865 ему вручили только в мае 1993 г. Пока это один из самых больших известных номеров вручённых орденов Красной Звезды.
Самый поздний по времени Указ Президента СССР о награждении орденом Красной Звезды был подписан 24 декабря 1991 г. Последней в списке награждённых стоит фамилия военного водолаза мичмана Виктора Леонидовича Розумовича, награждённого этим Указом «за мужество и отвагу, проявленные при выполнении специального задания командования», орденом № 3833789. Однако в этот же день был подписан ещё один закрытый Указ «О награждении орденами СССР военнослужащих Советской Армии и работников Государственного комитета РСФСР по оборонным вопросам. За мужество и отвагу, проявленные при защите демократии в стране».
Этим Указом ещё двое были награждены орденами Красной Звезды и последним в списке был капитан Константин Витальевич Чепуркин. В связи с этим становится затруднительно точно определить последнего из награжденных орденом Красной Звезды.
2 марта 1992 г. Президиум Верховного Совета РФ своим Указом «О государственных наградах Российской Федерации» упразднил орден Красной Звезды.
По состоянию на 1 января 1992 г. орденом Красной Звезды было сделано приблизительно 3 876 740 награждений.

## Статут ордена
Стату́т ордена изменялся несколько раз.
Орден Красной Звезды учреждён для награждения за большие заслуги в деле обороны СССР как в военное, так и в мирное время, в обеспечении государственной безопасности.
Орденом Красной Звезды награждались:
- военнослужащие Советской Армии, Военно-Морского Флота, пограничных и внутренних войск, сотрудники органов Комитета государственной безопасности СССР, а также лица рядового и начальствующего состава органов внутренних дел;
- воинские части, военные корабли, соединения и объединения, предприятия, учреждения, организации.

Орденом Красной Звезды могли быть награждены и военнослужащие иностранных государств.
Награждение орденом Красной Звезды производилось:
- За личное мужество и отвагу в боях, отличную организацию и умелое руководство боевыми действиями, способствовавшими успеху советских войск;
- За успешные боевые действия воинских частей и соединений, в результате которых противнику был нанесён значительный урон;
- За заслуги в обеспечении государственной безопасности и неприкосновенности государственной границы СССР;
- За мужество и отвагу, проявленные при исполнении воинского или служебного долга, в условиях, сопряжённых с риском для жизни;
- За образцовое выполнение специальных заданий командования и другие подвиги, совершённые в условиях мирного времени;
- За большие заслуги в поддержании высокой боевой готовности войск, отличные показатели в боевой и политической подготовке, овладении новой боевой техникой и другие заслуги в укреплении оборонной мощи СССР;
- За заслуги в развитии военной науки и техники, подготовке кадров для Вооружённых Сил СССР;
- За заслуги в укреплении обороноспособности государств социалистического содружества.

Награждение орденом Красной Звезды производилось по представлению соответственно МО СССР, МВД СССР, КГБ СССР.
Орден Красной Звезды носится на правой стороне груди и при наличии других орденов располагается после ордена Отечественной войны II степени. До лета 1943 г. носился на левой стороне груди.

## Описание ордена
Орден Красной Звезды представляет собой покрытую рубиново-красной эмалью пятиконечную звезду.
В середине ордена помещён щит с изображением фигуры красноармейца в шинели и будёновке с винтовкой в руках. По ободу щита расположена надпись «Пролетарии всех стран, соединяйтесь!», в нижней части обода — надпись «СССР». Под щитом находится изображение серпа и молота. Щит, изображение красноармейца, надпись, серп и молот, а также края звезды — оксидированы.
Орден Красной Звезды изготавливается из серебра. Серебряного содержания в ордене — 27,162±1,389 г (на 18 сентября 1975 года). Общий вес ордена — 33,250±1,620 г [31].
Размер ордена между противолежащими вершинами звезды — 47-50 мм (в зависимости от года выпуска). Расстояние от центра ордена до вершины любого из пяти эмалевых лучей звезды составляет 26-27 мм.
На оборотной стороне знак имеет нарезной штифт с гайкой для прикрепления ордена к одежде.
Лента к ордену шёлковая муаровая цвета бордо с продольной серо-голубой полосой посередине. Ширина ленты — 24 мм, ширина полоски — 5 мм [2].
В 1935 году был изменён устав Красной Армии, и позиция бойца при штыковой атаке изменилась. Первоначально красноармеец был изображён лицом к зрителю, а с 1936 года на ордене красноармеец повёрнут вправо, в соответствии с новым уставом РККА, также на ногах у него стали изображаться не ботинки с обмотками, а сапоги.

## Многократные кавалеры ордена Красной Звезды
Орден Красной Звезды мог вручаться многократно: 6 раз орденом были награждены не менее 5 человек, 5 раз — более 30 человек, 4 раза — более 150 человек, 3 раза — более 1000 человек.

### 6 орденов Красной Звезды
- Кошель, Иван Данилович (1919—2008) — генерал-майор авиации (23.11.1942; 02.08.1944; 31.07.1948; 19.11.1951; 09.03.1956; 22.02.1968[8]);
- Оноприенко, Филипп Петрович[9] (1919—2005) — заслуженный военный лётчик СССР, полковник (21.02.1945; 24.06.1948; 31.07.1948; 29.04.1954; 30.12.1956; 31.07.1961);
- Панченко, Пётр Петрович[10][11] (1922—1997) — заслуженный военный лётчик СССР, полковник (18.08.1943; 16.05.1947; 29.04.1954; 18.12.1956; 30.12.1956; 22.02.1964);
- Силантьев, Василий Васильевич[10][12] (1922—2009) — подполковник (8.08.1943; 6.10.1943; 13.09.1944; 15.05.1945; 30.12.1956; 17.02.1976);
- Ситцевой, Николай Гаврилович[10] (1922—1981) — генерал-майор (23.05.1943; 03.11.1943; 30.12.1956; 17.06.1961; 24.11.1966; 04.05.1972)[13].

### 5 орденов Красной Звезды
- Анджело, Ашер Моисеевич[12] (1918—1995) — полковник (7.06.1945; 20.09.1947; 30.04.1954; 23.02.1968; 21.02.1969);
- Горчаков, Пётр Андреевич (1917—2002) — генерал-полковник, Герой Советского Союза (20.02.1943; 30.11.1954; 22.11.1967; 22.02.1968; 20.11.1987);
- Драгомир, Василий Саввич[10] (1914—1989) — старший лейтенант (31.12.1942; 20.09.1947; 05.11.1954; 22.02.1955; 07.03.1957);
- Ерёменко, Иван Иванович (род. 1922) — капитан (29.04.1944; 01.07.1944; 06.12.1944; 20.05.1945; 30.12.1956);
- Завьялов, Михаил Алексеевич[14] (1918—1998) — подполковник ГБ (в том числе 24.02.1945)[15];
- Иванов, Виталий Петрович[16] (1925—2016) — полковник;
- Ивлиев, Николай Васильевич[16][17] (1918—2015) — контр-адмирал (27.05.1945; 8.07.1945; 26.02.1953; 22.02.1968; 21.02.1974);
- Изотов, Сергей Иванович[12] (1920—2005) — генерал-лейтенант (23.09.1944; 26.10.1955; 26.06.1959; 15.07.1966; 21.02.1974);
- Каснерик, Михаил Константинович[16] (1923—2015) — заслуженный военный лётчик СССР, полковник (1948; 30.12.1956; 29.04.1957; 31.07.1961; 22.02.1965);
- Корбут, Борис Степанович (1923—1993) — заслуженный военный лётчик СССР, полковник (04.06.1945; 14.05.1956; 30.12.1956; 31.07.1961; 10.08.1967);
- Лукин, Иван Максимович[16] (1915—1999) — генерал-майор (24.07.1943; 06.04.1945; 15.11.1950; 22.02.1955; 22.02.1968)[15];
- Малхасян, Константин Иванович[10][18] (1916—2007) — заслуженный штурман-испытатель СССР, полковник (7.12.1943; 20.06.1949; 14.01.1952; 29.04.1954; 12.07.1957);
- Малюгин, Сергей Михайлович[10][19] (1921—2002) — генерал-лейтенант (30.10.1944; 05.11.1954; 22.02.1968; 19.02.1986; 03.03.1987);
- Мещеряков, Валентин Иванович[20] (1920—1989) — генерал-полковник;
- Минеев, Александр Степанович[18] (1922—1998) — заслуженный лётчик-испытатель СССР, полковник (10.10.1944; 9.03.1956; 30.12.1956; 31.07.1961; 21.02.1969);
- Миханов, Сергей Александрович (род. 1922) — подполковник (30.01.1945, 08.05.1945, 10.05.1945[15], 30.12.1956, 04.05.1972);
- Морозов, Анатолий Григорьевич[10] (1903—после 1979) — полковник ГБ (в том числе 24.02.1945)[15];
- Осипцов, Александр Николаевич[10][12] (1922—2012) — полковник медицинской службы (26.11.1943; 22.02.1944; 10.08.1944; 09.05.1945; 30.12.1956);
- Пасхин, Александр Алексеевич (1915—1998) — контр-адмирал (18.06.1943[15]; 26.02.1953; 28.04.1963; 31.10.1967; 21.02.1974);
- Пелихов, Василий Захарович[10][21] (род. 1919) — капитан (12.04.1944; 06.04.1945; 31.05.1945; 17.09.1945; 26.11.1955);
- Рудаков, Борис Николаевич[10][22] (1923—2003) — полковник;
- Сироткин, Тимофей Николаевич[23][24][25][26][27] (1904—1976) — ефрейтор (29.07.1944; 26.09.1944; 25.01.1945; 07.03.1945; 14.04.1945);
- Степаненко, Иван Никифорович[16][28] (1920—2007) — дважды Герой Советского Союза, заслуженный военный лётчик СССР, генерал-майор авиации (31.07.1942; 23.07.1943; 11.05.1945; 22.02.1955; 30.12.1956);
- Стогнев, Павел Семёнович[12][16] (1922—1995) — полковник (17.03.1943; 30.03.1944; 14.08.1944; 26.10.1955; 22.02.1968);
- Сычёв, Виктор Матвеевич[16] (1922—2014) — генерал-майор (19.08.1943; 18.12.19156; 30.12.1956; 22.02.1968; 21.02.1969)[15];
- Тарасов, Дмитрий Афанасьевич[10] (1923—1988) — подполковник (29.04.1944; 28.08.1945; 10.10.1951; 22.02.1955; 30.12.1956)[15];
- Титов, Михаил Георгиевич[16] (1921—2018) — генерал-лейтенант (24.04.1944; 26.10.1955; 01.10.1963; 14.05.1970; 30.04.1975);
- Ткачёв, Алексей Данилович[10] (1923—2016) — генерал-лейтенант (22.02.1943; 22.10.1944; 30.12.1956; 04.11.1981; 04.09.1985)[15];
- Черных, Григорий Васильевич[16] (1923—2010) — капитан 2-го ранга (28.10.1942; 07.06.1944; 12.08.1944; 14.06.1945; 26.10.1955)[15];
- Югер, Павел Яковлевич[16] (1923—2006) — полковник, заслуженный военный лётчик СССР (24.04.1943; 04.06.1955; 30.12.1956; 31.07.1961; 22.02.1968);
- Якимов, Алексей Петрович[10][29] (1914—2006) — Герой Советского Союза, заслуженный лётчик-испытатель СССР, полковник (20.09.1947; 31.07.1948; 15.11.1950; 12.07.1957; 31.07.1961);
- Яковишин, Степан Григорьевич (1915—1988) — полковник[16] (18.08.1945; 19.11.1951; 29.04.1954; 18.12.1956; 22.02.1968).

### 4 ордена Красной Звезды
- Александр Иванович Бабаев (6 сентября 1923 — 22 мая 1985) — генерал-полковник авиации (4.11.1973).
- Вартумян, Гарник Барсегович (5 января 1920 — 17 октября 1992) — советский офицер, участник Великой Отечественной войны, Герой Советского Союза командир 3-й батареи 459-го Новоград-Волынского миномётного полка.
- Воронюк Василий Маркович (14 марта 1919 — 20 марта 1985) — полковник авиации, участник Великой Отечественной войны (октябрь 1942 — май 1945) 236 ИАП / 112 ГИАП[источник не указан 52 дня]
- Казаков, Леонид Петрович — генерал-лейтенант, начальник штаба Одесского военного округа (16.02.1936, 02.08.1941, 06.11.1947, ??.??.????).
- Капустин, Ананий Васильевич (1921—2012) — полковник (1943, 1951, 1968, 1981)[30].
- Мережко, Анатолий Григорьевич (7 августа 1921 — 11 декабря 2018) — генерал-майор Советской Армии (10.03.1945, 15.10.1943, 26.10.1955, 14.05.1970)[31].
- Микоян, Степан Анастасович (12 июля 1921 - 24 марта 2017) - генерал-лейтенант авиации, участник Великой Отечественной войны, Герой Советского Союза, Заслуженный военный лётчик-испытатель СССР 1-го класса (22.8.1944[7], 30.12.1956, 29.04.1957, 24.11.1966)
- Михайлов, Виктор Михайлович (22 июня 1924 — 27 сентября 2021) — советский военачальник, политработник, генерал-майор (1976).
- Палагушин, Алексей Илларионович (1914—1980) — старший сержант (25.10.1943; 25.04.1944; 12.03.1945; 14.05.1945)[32]
- Романов, Владимир Фёдорович (полковник-связист) (1921 - после 2005 года) [33].

- Сергеев, Иван Александрович (1923—2007) — гвардии старшина (23.09.1944, 15.04.1945, 25.05.1945, 01.10.1945)[34]
- Серёгин, Владимир Сергеевич — (1922—1968) — инженер-полковник, военный лётчик-испытатель 1 класса, Герой Советского Союза (26.02.1944; 30.12.1956; 16.10.1957; 22.02.1968)[35]
- Чепайкин, Игорь Григорьевич (1910—1993) — генерал-майор (04.04.1943; 12.02.1945; 05.11.1946; 25.07.1958)[36][37]
- Шрайбер, Михаил Израилевич (р. 1910) — генерал-майор м/c, армейский хирург 2-й Ударной армии (06.06.1942; 07.08.1943; 03.11.1953; 22.02.1968)[38]
- Эймонтов, Генрих Станиславович (1899—1975) — капитан (25.02.1945; 06.11.1945; 19.02.1946; ещё один)[39]
- Прусаков Иван Семенович, родился 14.11.1915, — старший лейтенант минометного полка Богдана Хмельницкого. Призван на службу в 1941[источник не указан 52 дня].

### 3 ордена Красной Звезды
- Абакаров, Гасайни Абакарович (1905—1975) — генерал-майор милиции. Первый генерал милиции в Дагестане.
- Гареев, Махмут Ахметович (1923—2019) — советский и российский военачальник, военный теоретик и военный историк.
- Долгополов, Иван Герасимович (1922—2019) — советский военный, государственный и политический деятель, генерал-лейтенант.
- Захаров, Александр Григорьевич (1921—2010) — советский военачальник, помощник главнокомандующего по военно-учебным заведениям — начальник военно-учебных заведений РВСН (1965—1971), генерал-лейтенант, библиотечный деятель.
- Котин, Жозеф Яковлевич (1908—1971) — советский учёный и конструктор танков и тракторов.
- Кондратьев, Леонид Николаевич (1915—1999) — гвардии подполковник (17.07.1943, 03.10.1943; 05.11.1954)[40]
- Курушин, Александр Александрович (1922—2006) — советский военный, государственный и политический деятель, генерал-лейтенант.
- Капырин Михаил Иванович (1924—2008) — лейтенант, командир минометного взвода (10.08.1944, 03.11.1944, 14.05.1945)[41].
- Лобашевский, Василий Тимофеевич (1910—1957) — советский военный, гвардии подполковник, в 1950-х годах военный комиссар Ворошиловского района г. Одессы[42].
- Максимов, Константин Александрович (1917—2007) — советский военный деятель, политработник, член Военного совета — начальник Политуправления Центральной группы войск, генерал-лейтенант. Депутат Верховного Совета УССР 9-го созыва.
- Марценюк, Сергей Николаевич (1925—1998) — советский военный деятель. Начальник Омского высшего общевойскового командного дважды Краснознамённого училища имени М. В. Фрунзе (1974—1986), генерал-майор.
- Меримский, Виктор Аркадьевич (1919—2003) — советский военачальник, генерал-полковник (25.04.1975). Заместитель Главнокомандующего Сухопутными войсками по боевой подготовке.
- Петров Виктор Петрович (1924—2003) — советский военный. Автоматчик мотострелкового пулемётного батальона, снайпер стрелковой роты, заряжающий, командир орудия батареи 45 мм пушек 12 гвардейского стрелкового полка 5 гвардейской стрелковой дивизии; гвардии сержант (11.01.1945, 18.02.1945, 19.04.1945)[43].
- Пудов, Николай Петрович (1921—2021) — полковник Советской Армии, участник Великой Отечественной войны[44].
- Симоненко, Иван Дмитриевич (1922—1996) —сапер, командир взвода, участник Великой Отечественной войны.
- Сливин, Евгений Макарович (1912—1995) — советский контр-адмирал, донской казак. Закончил политакадемию в 30-х годах. Почетный гражданин Ленинакана.
- Трофимчук, Михаил Игнатьевич (1922—1985) — генерал-лейтенант Советской Армии.
- Журавлёв, Михаил Фёдорович (1920—1979) — советский военный деятель и педагог, организатор работ по ракетно-космической технике, участник создания и запуска первого в мире искусственного спутника Земли (1957).
- Удлер Леонид Ефимович (1902—1977) — подполковник Советской Армии, в 1945 году — помощник военного коменданта Одессы[45].
- Шпуняков, Сергей Павлович (1922—2004) — лётчик-истребитель, полковник, Герой Советского Союза (08.05.1943, 14.12.1943, 30.12.1956)[46].
- Стеклов Николай Иванович (1921—1986) — гвардии старший лейтенант медицинской службы, участник обороны Советского Заполярья и освобождения Праги. Кавалер трех орденов Красной Звезды (16.11.1944, 13.04.1945, 05.11.1954)</ref></ref>.
- Важнев Павел Александрович (1922—1981) — подполковник Советской Армии, летчик-бомбардировщик, участник Корейской войны (20.02.1945, 30.12.1956, 21.02.1967).
- Боков Виктор Федорович  (1918.21.10-1985.10.11)-старший сержант, начальник радиостанции.379 стрелковая дивизия,822 отдельный батальон связи (13.01.1944,12.08.1944,11.02.1945).
- Савченко, Яков Андреевич (02.05.1924—01.06.2020) — красноармеец, разведчик пешей разведки 248-й Одесской Краснознаменной дивизии[47][48].
- Сударкин, Николай Степанович (р. 1909) — подполковник, на последнем этапе войны — командир 65-го отдельного автомобильного полка 1-го Белорусского фронта (18.04.1942, 26.07.1943, 15.11.1950)[49].